# 王二河水库
王二河水库，位于中国贵州省镇宁布依族苗族自治县境内，地处县城城关镇东南15千米，是打邦河上游干流上的中型水库，1999年12月开工建设，2004年11月大坝竣工。总库容9930万立方米，正常蓄水位1103米，相应水面面积5.9平方千米。水库大坝为钢筋混凝土面板堆石坝，最大坝高51.5米，长294米，宽6.7米。坝后电站装机容量0.5万千瓦；大坝下游13千米处建三岔湾引水式电站，装机容量3.2万千瓦。水库的建成为周边乡镇提供农业灌溉用水，同时提高下游梯级电站的发电能力。